# Joppa lutzii
Joppa lutzii är en stekelart som först beskrevs av Charles Thomas Brues och Richardson 1913.  Joppa lutzii ingår i släktet Joppa och familjen brokparasitsteklar. Inga underarter finns listade i Catalogue of Life.